# Унтерсимау
Унтерсимау (њем. Untersiemau) општина је у њемачкој савезној држави Баварска. Једно је од 17 општинских средишта округа Кобург. Према процјени из 2010. у општини је живјело 4.170 становника. Посједује регионалну шифру (AGS) 9473170.

## Географски и демографски подаци
Унтерсимау се налази у савезној држави Баварска у округу Кобург. Општина се налази на надморској висини од 299 метара. Површина општине износи 20,5 km². У самом мјесту је, према процјени из 2010. године, живјело 4.170 становника. Просјечна густина становништва износи 204 становника/km².